# Yangye (köpinghuvudort i Kina, Hubei Sheng, lat 30,32, long 115,07)
Yangye (kinesiska: Yangye Zhen, 杨叶镇) är en köpinghuvudort i Kina. Den ligger i provinsen Hubei, i den centrala delen av landet, omkring 81 kilometer öster om provinshuvudstaden Wuhan. Antalet invånare är 22 606. Befolkningen består av 10 770 kvinnor och 11 836 män. Barn under 15 år utgör 18,0 %, vuxna 15-64 år 73 %, och äldre över 65 år 8,0 %.
Runt Yangye är det tätbefolkat, med 636 invånare per kvadratkilometer. Närmaste större samhälle är Huangshi, 7,7 km söder om Yangye. Trakten runt Yangye består till största delen av jordbruksmark.
Genomsnittlig årsnederbörd är 1 963 millimeter. Den regnigaste månaden är maj, med i genomsnitt 276 mm nederbörd, och den torraste är januari, med 55 mm nederbörd.